# نیکلاوس مایکلسون
نیکلاوس «کلاوس» مایکلسون (به انگلیسی: Niklaus Mikaelson) یک شخصیت داستانی در اصیل‌ها و خاطرات خون‌آشام است.

او چهارمین فرزند خانواده مایکلسون، متولد قرن ۱۰ پس از میلاد، برادر کوچکتر فریا و فین و الایژا، برادر بزرگتر ربکا مایکلسون و کول و هنریک مایکلسون می‌باشد.

او تنها خون‌آشام دورگه اصیل و حاصل رابطه نامشروع مادر خود با گرگینه‌ای به نام انسل است. نیکلاوس معمولاً با مشاهده کوچکترین مخالفت یا خیانت از جانب اعضای خانواده خود، با فرو بردن خنجر در قلبشان آن‌ها را صدها سال به خواب فرو برده و درون تابوتی نگه می‌دارد.

در اوایل سال ۱۹۲۰ او و ربکا شروع به برقراری دوستی با استفن سالواتوره میکنند.
عشق حقیقی او کمیل اوکانل و کرولاین فوربز بودند. در پایان سریال خاطرات خون آشام کلاوس یک نامه به همراه یک چک پول برای کرولاین میفرستد . این چک به کرولاین و الاریک کمک میکند تا بتوانند مدرسه سالواتوره را تاسیس کنند.

## نیمه گرگینه‌ای
پس از تبدیل شدن به خون‌آشام، نیکلاوس بیشتر از همه گرسنگی و خشم را احساس می‌کرد و هنگامی که او اولین انسان را کشت، نفرین او فعال و راز خیانت مادرش برملا شد. 

مایکل که از این اتفاق خبر دار شد مادر او، استر را مجبور کرد از خون همزادی به نام تاتیا استفاده کرده و طلسمی درست کند تا نیمه گرگینه‌ای کلاوس را خاموش و پنهان میکند. نیکلاوس که از خیانت مادرش خشمگین بود وی را کشت و تقصیر را بر گردن پدرشان انداخت.

پس از هزار سال تلاش برای یافتن جواب، در سال ۲۰۱۰ او بالاخره راهی برای شکستن طلسم مادرش پیدا کرده و طلسم را از بین می‌برد.

او در این راه و برای اجرای مراسم به قربانی کردن یک خون‌آشام (جنا سامرز)، گرگینه (جولز)، همزاد (الینا گیلبرت) و سنگ ماه نیاز داشت. همچنین یک جادوگر (گرتا مارتین) تا طلسم را انجام دهد.

نخستین خون‌آشام تبدیل شده توسط کلاوس، لوشن کستل و نخستین دورگه موفقی که او توانست با خون خود بسازد، تایلر لاکوود است . البته برای تبدیل یک گرگینه به دورگه کلاوس به خون الینا گیلبرت هم نیاز دارد . 

## تجربه پدر شدن
در سال ۲۰۱۳، وی هنگام مستی، با گرگینه‌ای به نام هیلی مارشال رابطه برقرار می‌کند و پس از مدتی هیلی از او باردار می‌شود.

پس از پشت سر گذاشتن بسیاری از مشکلات و ماجراها، نیکلاوس و هیلی دارای یک دختر می‌شوند و نام آن را هوپ اندریا مایکلسون می‌گذارند (پس از تولد هیلی هم تبدیل به دورگه می‌شود و فرزندشان به سه رگه- خوناشام، گرگینه، جادوگر- تبدیل می‌شود).همچنین بسیاری از جادوگران نیواورلینز معتقد بودند اگر این بچه به دنیا بیاید باعث نابودی تمام جادوگران میشود.

هیلی و نیکلاوس، هوپ را برای در امان ماندن از شر دشمنان، به همراه عمه‌اش، ربکا به شهر دیگری می‌فرستند تا هنگامی که کلاوس از پس مشکلات و دشمنان برآمد به پیش والدین خود برگردد.پس از چند سال تلاش خانواده مایکلسون و فداکاری های بیشمار آن ها کلاوس و هیلی بالاخره توانستند هوپ را به نیواورلینز برگردانند.

## سرانجام کلاوس
هنگامی که دخترش ۱۵ سال داشت و پس از مسائلی جادوی هالو او را فراگرفته بود که باعث مرگ او می‌شد، کلاوس به میستیک فالز رفته و با کمک دوقلوهای کرولاین و جو و الاریک جادو را در خود قرار می‌دهد و قصد کشتن خود با آخرین چوب بلوط و نجات دخترش را دارد.
وقتی که شب میرسد کلاوس آخرین ساعت های عمرش را با خانواده اش میگذراند. او به خانواده اش میگوید که مرگ او پایان مایکلسون ها نخواهد بود . او از خانواده اش میخواهد که پس از مرگ او باز هم در این خانه دور هم جمع شوند تا از یکدیگر همیشه و تا ابد محافظت کنند. 
کلاوس از دخترش هوپ خداحافظی میکند و به او میگوید که تو باعث شدی من چیزی رو احساس کنم که فکر نمیکردم هیچوقت ممکن باشه . یک عشق بی قید و شرط.
هوپ می‌داند که قرار است کلاوس خودش را بکشد اما الایژا بدون گفتن این موضوع به هوپ چوب را به دو نصف کرده و آماده میشود همراه کلاوس بمیرد. کلاوس سعی میکند تا الایژا را منصرف کند،اما الایژا میگوید تنها خواسته قلبی او تمام این سال ها رستگاری برادرش بوده است و اکنون او به هدفش رسیده. کلاوس از الایژا بخاطر همه چیز تشکر میکند، الایژا نیز به کلاوس میگوید که با شکوه ترین سفر را در کنار او داشته و این بزرگ ترین افتخارش است . در نهایت آن ها در کنار یکدیگر پس از هزاراران سال  دنیا را بدرود می‌گویند.